# Peugeot Typ 184

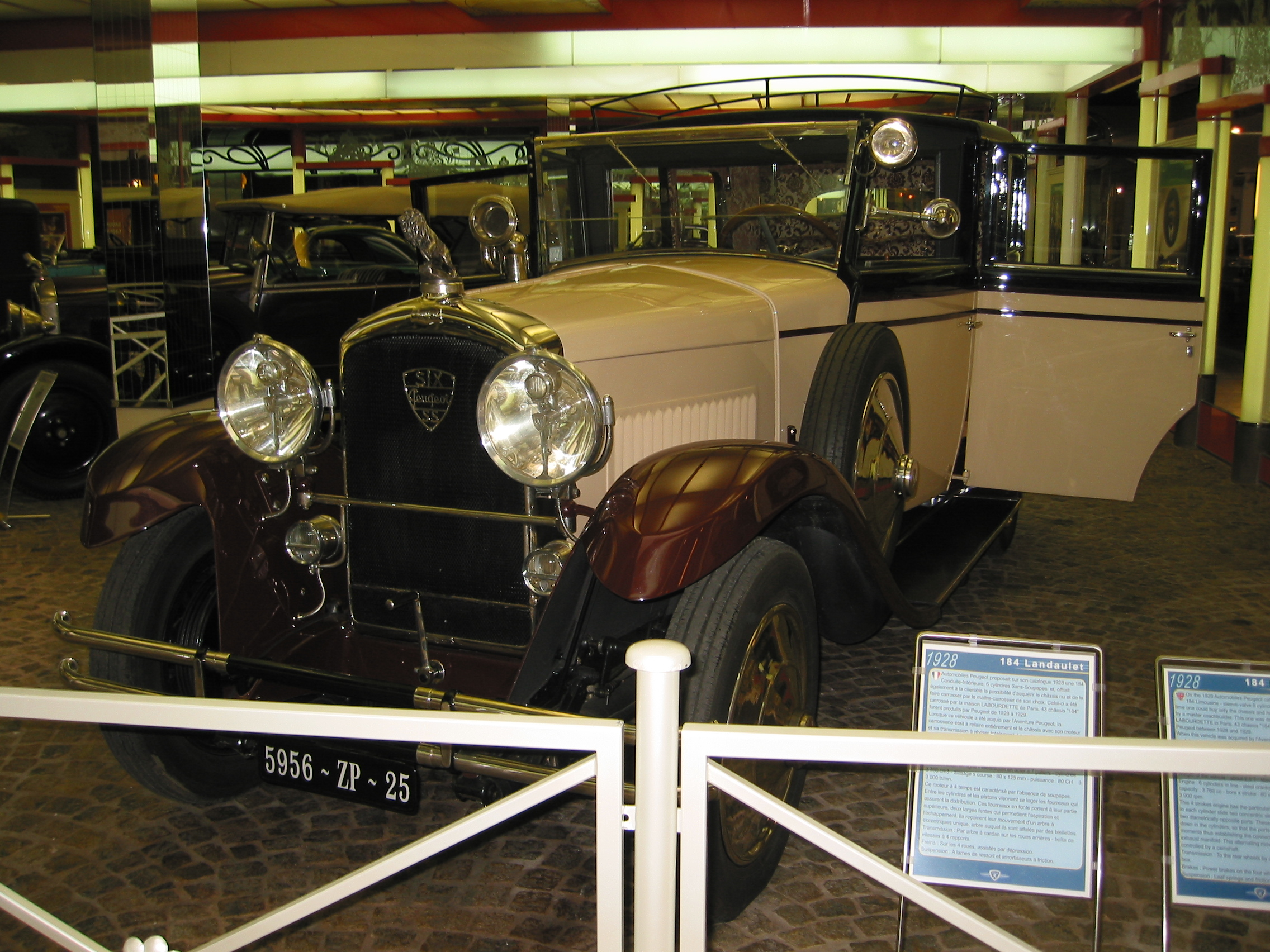
Peugeot Typ 184 von 1928

Der Peugeot Typ 184 ist ein Automodell des französischen Automobilherstellers Peugeot, von dem von 1928 bis 1929 im Werk Issy-les-Moulineaux 31 Exemplare produziert wurden.
Die Fahrzeuge besaßen einen ventillosen Sechszylinder-Viertaktmotor, der vorne angeordnet war und über Kardan die Hinterräder antrieb. Der Motor leistete aus 3770 cm³ Hubraum mit 80 mm Bohrung und 125 mm Hub 80 PS.
Bei einem Radstand von 360 cm und einer Spurbreite von 143 cm betrug die Fahrzeuglänge 520 cm. Die Karosserieformen Innenlenker und Torpedo boten Platz für sechs Personen, das Cabriolet-Coupé für zwei Personen. Die Höchstgeschwindigkeit betrug 115 km/h bei einer Motordrehzahl von 3150/min. Da die Motoren noch nicht vollgasfest waren betrug die Höchstgeschwindigkeit in den einzelnen Gängen bei 2750/min wie folgt: 1. Gang 28 km/h, 2. Gang 47 km/h, 3. Gang 68 km/h und 4. Gang 100 km/h. Die Motorleistung bei verschiedenen Drehzahlen wurde wie folgt bestimmt: Bei 1000/min 34 PS, bei 1500/min 50 PS, bei 2000/min 65 PS, bei 2500/min 76 PS und bei 3000/min 80 PS.